# Diestrammena tsushimensis
Diestrammena tsushimensis is een rechtvleugelig insect uit de familie grottensprinkhanen (Rhaphidophoridae). De wetenschappelijke naam van deze soort is voor het eerst geldig gepubliceerd in 1990 door Storozhenko.